# Susquehanna
(Jack Kerouac, Sulla strada)
Il Susquehanna è un fiume della costa atlantica degli Stati Uniti. I suoi due rami principali nascono in Pennsylvania (West Susquehanna) e nello Stato di New York (North Susquehanna), e si uniscono a Sunbury, in Pennsylvania; il fiume prosegue verso sud, attraversando la cittadina di Harrisburg, capitale della Pennsylvania, ed entrando poi in Maryland, dove si getta in mare nella baia di Chesapeake, dopo un corso di 715 km.

## Etimologia
Il fiume deve il suo nome ai Susquehannock, una tribù indiana che abitava sulle sue rive. Va comunque detto che "Susquehannock" è un esonimo riportato da John Smith su una sua mappa del 1612. Il significato di questo nome resta quindi sconosciuto, anche se un'erronea leggenda locale riporta come l'appellativo del fiume derivi da una frase indiana che significa "largo un miglio, profondo un piede".

## Storia
Nel XVIII secolo William Penn, fondatore della Provincia di Pennsylvania, negoziò con la tribù indiana dei Lenape la possibilità di posizionare degli insediamenti di coloni bianchi tra il fiume Delaware e il Susquehanna. Con la successiva scoperta di miniere di antracite presso le montagne che circondano le zone più alte del suo corso, il Susquehanna divenne una importante via commerciale.
Nel 1790, il colonnello Timothy Matlack, Samuel Maclay e John Adlum vennero incaricati dal Supremo Consiglio Esecutivo del Commonwealth della Pennsylvania di sorvegliare il fiume e individuare una rotta di passaggio per connettere il West Susquehanna con le acque dell'Allegheny. Nel 1792, si utilizzò il canale denominato Union Canal per collegare il Susquehanna e il Delaware attraverso i torrenti Swatara Creek e Tulpehocken Creek. Nel XIX secolo, molti centri industriali si svilupparono lungo il fiume.
Nel 1779 il generale James Clinton guidò una spedizione lungo il Susquehanna dopo aver reso navigabile la porzione nord del fiume grazie a una diga edificata presso Otsego Lake. Clinton unì poi le sue truppe con quelle del generale John Sullivan ad Athens: insieme, il 29 agosto, marciarono contro i lealisti e contro alcune tribù indiane, che sconfissero nella battaglia di Newton (lo scontro ebbe luogo dove oggi sorge la cittadina di Elmira). Questo evento è ricordato nei libri di storia come la "spedizione di Sullivan".
Il Susquehanna è importante per i mormoni perché, secondo il testo sacro di questo movimento religioso, lungo il suo corso Joseph Smith e Oliver Cowdery ricevettero la visita di entità provenienti dal paradiso. Smith e Cowdery affermarono che il 15 maggio 1829 ricevettero la visita del redivivo Giovanni Battista che assegnò loro il grado di preti di Aaron. Smith e Cowdery dissero inoltre di aver incontrato nei pressi di questo fiume anche San Pietro, Giacomo e Giovanni.
Nel corso della guerra di secessione americana, per la precisione durante la campagna di Gettysburg del 1863, il maggior generale unionista Darius N. Couch ordinò che le truppe confederate di Robert E. Lee non attraversassero il Susquehanna. Posizionò quindi alcune sue unità capitanate dal maggiore Granville Haller a protezione dei ponti di Harrisburg e Wrightsville. Il 29 giugno Lee rinunciò però a questo fronte, preferendo concentrare i suoi uomini nello scenario a ovest.
Nel 1972, a seguito dell'Uragano Agnes, caddero quasi 510mm. di pioggia, che confluirono nel Susquehanna causando terribili esondazioni. La Baia di Chesapeake ricevette così tanta acqua dolce da uccidere buona parte della fauna marina.
Nel giugno 2006, porzioni del fiume esondarono nuovamente costringendo migliaia di abitanti di Binghamton a evacuare.

## Inquinamento
Nel 1979 il Susquehanna fu pesantemente inquinato da oltre 150 metri cubi di rifiuti radioattivi scaricati durante l'incidente della centrale nucleare di Three Mile Island.
Oltre a questo episodio, l'inquinamento del fiume dipende in buona parte dal letame scaricato in acqua dalle fattorie, da rifiuti non adeguatamente trattati e dal ruscellamento proveniente dai centri abitati. Per comprendere il livello di inquinamento di questo fiume, basti pensare che nel 2003 il Susquehanna ha contribuito al 44% di azoto, al 21% di fosforo e al 21% di sedimenti confluiti nell'intera Baia di Chesapeake.

## Ponti, canali e dighe
Il Susquehanna ha giocato un ruolo di primo piano nella storia dei trasporti negli Stati Uniti d'America. Prima che nel 1818 venisse inaugurato il ponte di Port Deposit, questo fiume formava una vera e propria barriera che divideva gli Stati del nord da quelli del sud, e poteva essere attraversato solo imbarcandosi su dei traghetti. La prima diga fu edificata proprio per supportare i traghetti nell'attraversamento di acque poco profonde.
La presenza di numerose rapide obbligava inoltre le imbarcazioni commerciali a navigare sempre e solo a favore della corrente. Tale condizione portò alla costruzione di due sistemi di canali artificiali (il Conowingo Canal e il Port Deposit Canal, entrambi completati nel 1802). I nuovi canali resero necessarie anche nuove dighe e bacini di navigazione. Con il progresso industriale i ponti rimpiazzarono i traghetti e le ferrovie sostituirono i canali, tuttavia le vestigia di questi corsi artificiali sono ancora oggi visibili.
Oggi si contano oltre duecento ponti lungo il Susquehanna. Il più noto di questi è il Rockville Bridge, che collega Harrisburg con Marysville. Quando venne innalzato, all'inizio del XX secolo, era il più lungo ponte ad arco del mondo costruito in pietra lavorata.
Nella località di Millersburg si trova l'ultimo traghetto funzionante, anche se si tratta solo di un'attrazione turistica stagionale.

## Navigazione
Il Susquehanna è da sempre un fiume molto navigato, anche perché lungo il suo corso è possibile pescare alcune specie di pesci migratori. Inoltre, numerosi turisti e abitanti della Pennsylvania in estate solcano le acque del fiume a bordo di kayak, canoe e moto d'acqua. Nella località di Oneonta (New York), si organizza annualmente una gara amatoriale di canoa lungo il Susquehanna.

## Canottaggio
La disciplina sportiva del canottaggio ha una lunga tradizione collegata a questo corso d'acqua. Infatti, già dal 1874 canoisti provenienti da Shamokin Dan gareggiavano contro rivali di Sunbury.
La regata intitolata al Generale Clinton è la più lunga al mondo e si svolge ogni anno a Bainbridge (New York) durante il fine settimana collegato al Memorial Day.
Gli equipaggi della Binghamton University e dello Hiawatha Island Boat Club hanno sede e si allenano nel ramo nord del fiume.